# Erioptera (Erioptera) luteicornis
Erioptera (Erioptera) luteicornis is een tweevleugelige uit de familie steltmuggen (Limoniidae). De soort komt voor in het Palearctisch gebied.